# Ciudanovița
Ciudanovița is een Roemeense gemeente in het district Caraș-Severin.
Ciudanovița telt 675 inwoners.